# Charanyca nigropunctata
Charanyca nigropunctata là một loài bướm đêm trong họ Noctuidae.